# Eudistoma posidonarium
Eudistoma posidonarium is een zakpijpensoort uit de familie van de Polycitoridae. De wetenschappelijke naam van de soort is voor het eerst geldig gepubliceerd in 1908 door Daumézon.